# سیدلر، کردامیر
سیدلر (به ترکی آذربایجانی: Söyüdlər) یک منطقه مسکونی در جمهوری آذربایجان است که در شهرستان کردامیر واقع شده است. سیدلر ۶۱۱ نفر جمعیت دارد.